# XV (Software)
xv ist ein Shareware-Programm von John Bradley zur Anzeige und Manipulation von digitalen Bilder, das unter X11 auf den meisten unixoiden Betriebssystemen läuft.
Das Programm wurde in den frühen 1990er Jahren sehr populär und war eine Zeit lang der wichtigste Bildbetrachter auf Unix-Systemen. Aufgrund von urheberrechtlichen Problemen erschien die letzte offizielle Version 3.10a im Dezember 1994. Bradley schaffte es nicht, eine Lizenz für den Algorithmus LZW auszuhandeln, welche notwendig ist, um das damals weit verbreitete Bildformat GIF zu dekodieren.
Allerdings hat Bradley bis mindestens 2000 Erweiterungen von Dritten gesammelt, um auf diese Weise die Funktionalität von xv zu erweitern. Zu den wichtigsten Verbesserungen zählt die Unterstützung des Bildformats PNG. Die Erweiterungen wurden nur in Form von Patches veröffentlicht, die sequentiell auf den originalen Quellkode von 1994 anzuwenden sind. Zusätzliche Erweiterungen werden noch immer (2007) von Freiwilligen erstellt und gewartet.
xv wird entweder von der Befehlszeile mit einer Vielzahl von verschiedenen möglichen Argumenten oder eben durch eine graphische Schnittstelle aufgerufen. Von den meisten anderen Bildbetrachtern und -editoren unterscheidet sich das Programm durch den geringen Bedarf an Rechnerressourcen und eine effiziente Benutzerschnittstelle. Diese beruht darauf, dass viele Operationen innerhalb einzelner Dialoge kombiniert sind. Anstatt viele einzelne Veränderungen vorzunehmen, können innerhalb der mächtigen Dialoge zahlreiche Parameter eingestellt werden, die instantan auf das dargestellte Bild wirken. Hierzu zählen: Anfertigen von Ausschnitten, Veränderung der Farben oder die Anwendung von Filtern. Alle Änderungen der Dialoge können en bloc wieder rückgängig gemacht werden. Viele übliche Werkzeuge wie das Verändern einzelner Pixel oder das Zeichnen von Linien sind jedoch nicht implementiert.
xv ist noch immer in aktuellen Ausgaben von Slackware und openSUSE vorhanden, wird aber nicht mehr länger in die meisten Distributionen von Linux eingebunden. John Bradley ist ebenfalls der Autor des in den verbreitetsten Linux-Distributionen verfügbaren Programms xcalc.